# Спасоје Влајић
Спасоје Влајић (Београд, 4. април 1946 — 27. децембар 2020) био је српски публициста.

## Биографија
Спасоје Влајић је рођен 4. априла 1946. године у Жаркову (Београду) од оца Радомира и мајке Драге, рођене Селаковић. Са супругом Соком, рођеном Симић, има три сина и деветоро унучади. На Природно-математичком факултету је дипломирао физику чврстог стања, односно кристалографију.
Влајић се наводи се као проналазач светлосне формуле.
Књига „Никола Тесла – човек анђео“ на руском језику представљена је публици 10. јула 2013. године, на дан рођења Николе Тесле, у мермерној сали Централног дома новинара у Москви.
Радови су му превођени на више страних језика: руски, енглески, француски и грчки.
Истраживао је психофизичку везу механичке енергије гласова са електромагнетном енергијом нервних импулса и можданих таласа. Пет година је радио у СР Немачкој, од 1988. до 1993. године, где је обављао своја истраживања. Од 1976. године се бави истраживањем физике и технологије свести.

## Центар за истраживање наслеђа Николе Тесле
Спасоје Влајић је један од оснивача „Центра за истраживање наслеђа Николе Тесле“. Центар је отворен 7. јануара 2013. године, на 70 годишњицу од смрти Николе Тесле. Поред Спасоја Влајића, оснивачи центра су Милка Кресоја и Горан Марјановић.

## Дела
- Светлосна формула (1984)
- Светлост и чула (1986), са Јованом Савковићем
- Нова (мета)физика (1992)
- Лечење звуком и бојама (1992)
- Наум (1993)
- Луча (1994)
- Слово (1995)
- Свестна формула (1996)
- Први светски парапсихолошки рат (1998)
- Први светски антихришћански рат (1999)
- Историја будућности (2000)
- Свест и надузрочни поредак природе (2001)
- Етрурска тајна (2001)
- Теслини миленијумски дарови (2002)
- Овако говори Тесла (2002)
- Стварање и привлачење среће (2003)
- Лечење мислима (2003)
- Књига о радости и успеху (2004)
- Изазови тајне науке (2004)
- Размишљајте као Никола Тесла (2005)
- Скривени закони судбине (2006)
- Магија и пета сила (2007)
- Моћ је у мислима (2007)
- Рајски ритам живота (2008)
- 365 разлога за радост (2009)
- Жена и љубав (2009)
- Група 69 (2010)
- Вечито племство ума (2010)
- Победа без побеђених (2010)
- Тесла човек-анђео (2011)
- Решење етрурске тајне (2012)[6]